# Taiyo Matsumoto
Taiyo Matsumoto (松本大洋, Nascut el 1967 al Japó) és un mangaka japonès.
Va fer el seu debut a la revista setmanal de manga Morning (Kodansha) amb Straight, un manga sobre beisbol. No obstant, és més conegut pels seus treballs en l'editorial rival de Kodansha, Shogakukan, treball que inclou els mangues de Tekkonkinkreet (1993), Ping Pong (1996) i No 5 (2000). Ha rebut crítiques positives pel seu estil d'art poc convencional i de vegades surrealista, sent potser un dels artistes de manga més influents de la seva època. Ping Pong i Aio Haru van ser adaptats a films de tipus live action.
Entre les seves obres més influents i importants hi consta Sunny (2010), publicada a la revista Ikki.
És el cosí d'un altre mangaka aclamat, Santa Inoue.

## Estil
Ha estat definit per la crítica com un autor molt especial i original en el seu estil, que s'allunya de les modes i tendències del moment, i a qui li agrada experimentar permanentment. És considerat com un referent del manga alternatiu i underground, reputació que es va guanyar sobretot amb la publicació del manga No 5 (2000), aparegut a la revista Ikki.

## Obres
- Zero
- Hanaotoko
- Black &'White
- Ping Pong
- Aoi Haru
- Nihon No Kyoudai
- Go! Go! Monster
- No. 5